# 강윤미 (쇼트트랙 선수)
강윤미(姜允美, 1988년 2월 10일~)은 대한민국의 쇼트트랙 선수이다. 2006년 동계 올림픽에 참가, 여자 3000 m 계주에서 금메달을 기록하였다.
과천중학교 재학 시절 주니어 국가대표로 뽑혔고, 과천고등학교 재학 시절 대한민국 국가대표로 발탁되었다. 2005년 중화인민공화국 베이징 세계 쇼트트랙 선수권 대회 3000 m 슈퍼파이널에서 금메달을 따며, 종합 3위에 올랐다. 이탈리아 토리노에서 열린 2006년 동계 올림픽에서 계주 팀의 일원으로 참가하여 금메달을 획득했다. 동계올림픽 이후 한국체육대학교에 진학했다.